# Міністри внутрішніх справ Азербайджану
Міністр внутрішніх справ Азербайджану (азерб. Azərbaycan Daxili İş Nazirliyi) — глава Міністерства внутрішніх справ Азербайджану, призначається на посаду та усувається від посади Президентом Азербайджанської Республіки.
Чинний міністр — Раміль Усубов.

## Список міністрів

### Міністри внутрішніх справ Азербайджанської Демократичної Республіки
| # | Міністр                  | Фото | Період правління                | Партія       | У підпорядкуванні уряду |
| - | ------------------------ | ---- | ------------------------------- | ------------ | ----------------------- |
| 1 | Фаталі Хан Хойський      |      | 28 травня 1918 — 17 червня 1918 | безпартійний |                         |
| 2 | Бехбудхан Джеваншир      |      | 17 червня 1918 — 26 грудня 1918 |              |                         |
| 3 | Халіл-бек Хасмамедов     |      | 26 грудня 1918 — 16 червня 1919 | Мусават      |                         |
| 4 | Насіб-бек Усуббеков      |      | 16 червня 1919 — 22 грудня 1919 | Мусават      |                         |
| 5 | Маммед Гасан Гаджинський |      | 22 грудня 1919 — 15 лютого 1920 | Мусават      |                         |
| 6 | Мустафа-бек Векілов      |      | 15 лютого 1920 — 28 квітня 1920 |              |                         |

### Глави органу внутрішніх справ Азербайджанської РСР
| #                                                      | Міністр                                                | Фото                                                   | Період правління                                       | Партія                                                 | У підпорядкуванні уряду                                |                                                        |                                                        |
| Народні комісари внутрішніх справ Азербайджанської РСР | Народні комісари внутрішніх справ Азербайджанської РСР | Народні комісари внутрішніх справ Азербайджанської РСР | Народні комісари внутрішніх справ Азербайджанської РСР | Народні комісари внутрішніх справ Азербайджанської РСР | Народні комісари внутрішніх справ Азербайджанської РСР | Народні комісари внутрішніх справ Азербайджанської РСР | Народні комісари внутрішніх справ Азербайджанської РСР |
| ------------------------------------------------------ | ------------------------------------------------------ | ------------------------------------------------------ | ------------------------------------------------------ | ------------------------------------------------------ | ------------------------------------------------------ | ------------------------------------------------------ | ------------------------------------------------------ |
| 1                                                      | Гамід Султанов                                         |                                                        | 28 квітня 1920 — 1 червня 1921                         | РСДРП(б)                                               |                                                        |                                                        |                                                        |
| 2                                                      | Мір Багіров                                            |                                                        | 5 жовтня 1921 — 22 травня 1927                         | ВКП(б)/КПРС                                            |                                                        |                                                        |                                                        |
| 3                                                      | Новруз Різаєв                                          |                                                        | 22 травня 1927 — 10 липня 1929                         | КПРС                                                   |                                                        |                                                        |                                                        |
|                                                        | Степан Ємельянов                                       |                                                        | 1 серпня 1929 — ?                                      | КПРС                                                   |                                                        |                                                        |                                                        |
|                                                        | Ювельян Сумбатов-Топурідзе                             |                                                        | 1 січня 1937 — 10 січня 1938                           | КПРС                                                   |                                                        |                                                        |                                                        |
|                                                        | Михайло Раєв                                           |                                                        | 10 січня 1938 — 12 листопада 1938                      | КПРС                                                   |                                                        |                                                        |                                                        |
|                                                        | Степан Ємельянов                                       |                                                        | 11 лютого 1939 — 26 лютого 1941                        | КПРС                                                   |                                                        |                                                        |                                                        |
|                                                        | Мір Якубов                                             |                                                        | 6 березня 1941 — 1 червня 1943                         | КПРС                                                   |                                                        |                                                        |                                                        |
|                                                        | Агаселім Атакішиєв                                     |                                                        | 10 липня 1943 — 6 червня 1953                          | КПРС                                                   |                                                        |                                                        |                                                        |
| Міністри внутрішніх справ Азербайджанської РСР         |                                                        |                                                        |                                                        |                                                        |                                                        |                                                        |                                                        |
|                                                        | Степан Ємельянов                                       |                                                        | 16 березня 1953 — 29 липня 1953                        | КПРС                                                   |                                                        |                                                        |                                                        |
|                                                        | Анатолій Гуськов                                       |                                                        | 8 серпня 1953 — 25 березня 1954                        | КПРС                                                   |                                                        |                                                        |                                                        |
|                                                        | Іван Булига                                            |                                                        | 30 квітня 1954 — 10 липня 1956                         | КПРС                                                   |                                                        |                                                        |                                                        |
|                                                        | Алі Керімов                                            |                                                        | 11 серпня 1956 — 5 лютого 1960                         | КПРС                                                   |                                                        |                                                        |                                                        |
|                                                        | Халіл Мамедов                                          |                                                        | 3 листопада 1960 — 5 січня 1965                        | КПРС                                                   |                                                        |                                                        |                                                        |
|                                                        | Мамед Алі-заде                                         |                                                        | 5 січня 1965 — 19 березня 1970                         | КПРС                                                   |                                                        |                                                        |                                                        |
|                                                        | Аріф Гейдаров                                          |                                                        | 19 березня 1970 — 20 липня 1978                        | КПРС                                                   |                                                        |                                                        |                                                        |
|                                                        | Джафар Велієв                                          |                                                        | 4 листопада 1978 — 6 квітня 1987                       | КПРС                                                   |                                                        |                                                        |                                                        |
|                                                        | Айдин Мамедов                                          |                                                        | 7 квітня 1987 — 9 травня 1990                          | КПРС                                                   |                                                        |                                                        |                                                        |
|                                                        | Магомед Асадов                                         |                                                        | 23 травня 1990–1991                                    |                                                        |                                                        |                                                        |                                                        |

### Міністри внутрішніх справ Азербайджану
| # | Міністр              | Фото | Період правління                   | Партія | У підпорядкуванні уряду |
| - | -------------------- | ---- | ---------------------------------- | ------ | ----------------------- |
| 1 | Магомед Асадов       |      | 1991 — 18 листопада 1991           |        |                         |
| 2 | Тофік Керімов        |      | 18 листопада 1991 — 20 лютого 1992 |        |                         |
| 3 | Тахір Алієв          |      | 24 лютого 1992 — 25 травня 1992    |        |                         |
| 4 | Іскандер Гамідов     |      | 26 травня 1992 — 16 квітня 1993    | НДПА   |                         |
| 5 | Абдулла Аллахвердієв |      | 21 квітня 1993 — 25 червня 1993    |        |                         |
| 6 | Вагіф Новрузов       |      | 7 липня 1993 — 29 квітня 1994      |        |                         |
| 7 | Раміль Усубов        |      | з 29 квітня 1994                   |        |                         |